# Gilmore Girls (1.ª temporada)
A primeira temporada de Gilmore Girls, uma série de televisão de comédia dramática americana, começou a ser exibida em 5 de outubro de 2000 pela The WB. A temporada terminou em 10 de maio de 2001, após 21 episódios. A temporada foi ao ar às quintas-feiras às 20h. A série foi transferida para as noites de quarta-feira em 21 de dezembro de 2000.

## Enredo
A primeira temporada de Gilmore Girls apresenta Lorelai Gilmore (Lauren Graham) e sua filha de dezesseis anos, Rory (Alexis Bledel), bem como a fictícia cidade de Connecticut Stars Hollow e seus muitos habitantes peculiares. O enredo central da temporada é a aceitação de Rory para Chilton, uma escola preparatória de elite, e a necessidade de Lorelai de pedir dinheiro emprestado de seus pais, Emily (Kelly Bishop) e Richard (Edward Herrmann), para financiar a educação de sua filha. Os pais de Lorelai lhe emprestam o dinheiro, mas com uma condição: ela e Rory devem comparecer ao jantar em sua casa na vizinha Hartford toda sexta-feira à noite até que o empréstimo seja pago.
A relação de Lorelai com seus pais é cheia de animosidade, pois, pouco depois de dar à luz Rory aos dezesseis anos, ela deixou a casa dos pais e mudou-se para Stars Hollow para evitar que impondo seu estilo de vida privilegiado à filha. Seus pais, embora continuem a amá-la, continuam a se ressentir por essa escolha. Isso resulta em uma parte significativa do conflito ao longo da temporada como Lorelai lida com seus pais em sua vida em uma base regular pela primeira vez desde que ela era adolescente. Isso também faz com que Lorelai se sinta angustiada com o relacionamento positivo de Rory com seus avós e interesse óbvio em seu estilo de vida.
No episódio piloto, Rory conhece Dean Forester (Jared Padalecki), um novo aluno da Stars Hollow High School que tem uma queda por ela. Conforme a temporada avança, ela cresce para ter sentimentos por ele, e eles começam a namorar. Seu relacionamento é brevemente interrompido depois que Dean termina com ela por não saber como responder ao fato de que ele a ama. Rory professa seu amor por Dean no final da temporada, e eles retomam seu relacionamento.
A temporada mostra Rory tendo fortes amizades com a amiga de longa data, Lane Kim (Keiko Agena) e com a aluna de Chilton, Paris Geller (Liza Weil). Ela é amiga de Lane há mais de uma década e as duas permanecem próximos, mesmo quando Rory muda de escola. Quando Rory chega a Chilton pela primeira vez, seu relacionamento com Paris é mais de inimigas do que de amigas. No entanto, à medida que a temporada avança, as duas se aproximam, acabando por formar uma amizade invejosa.
Lorelai não tem interesse amoroso quando a série começa, mas ela logo desenvolve sentimentos pelo professor de inglês de Rory em Chilton, Max Medina (Scott Cohen). Eles namoram por vários episódios, mas terminam quando Lorelai começa a se sentir desconfortável sobre como aceitar Rory é ter Max em suas vidas. Há uma clara atração entre ela e Luke Danes (Scott Patterson), o dono do restaurante local, mas nada acontece. Lorelai também se reúne brevemente com o pai de Rory, Christopher (David Sutcliffe), mas o rejeita quando ele pede que ela se case com ele. Lorelai e Max se reúnem no final da temporada, e ele propõe no final da temporada.

## Elenco

### Principal
- Lauren Graham como Lorelai Gilmore
- Alexis Bledel como Lorelai "Rory" Gilmore
- Melissa McCarthy como Sookie St. James
- Keiko Agena como Lane Kim
- Yanic Truesdale como Michel Gerard
- Scott Patterson como Luke Danes
- Kelly Bishop como Emily Gilmore
- Edward Herrmann como Richard Gilmore

### Recorrente
- Jared Padalecki como Dean Forester
- Liz Torres como Miss Patty
- Liza Weil como Paris Geller
- Sean Gunn como Mick/Kirk Gleason
- Teal Redmann como Louise Grant
- Shelly Cole como Madeline Lynn
- Jackson Douglas como Jackson Belleville
- Chad Michael Murray como Tristan Dugray
- Sally Struthers como Babette Dell
- Michael Winters como Taylor Doose
- Emily Kuroda como a Sra. Kim
- Scott Cohen como Max Medina
- Ted Rooney como Morey Dell
- Lisa Ann Hadley como Rachel
- Grant Lee Phillips como Grant
- Alex Borstein como Drella
- Mike Gandolfi como Andrew
- Dakin Matthews como Hanlin Charleston
- David Sutcliffe como Christopher Hayden
- Marion Ross como Lorelai 'Trix' Gilmore the First

## Episódios
| N.º na série | N.º na temp. | Título                                    | Dirigido por          | Escrito por                                                               | Exibição original       | Cód. de produção | Audiência (milhões) |
| ------------ | ------------ | ----------------------------------------- | --------------------- | ------------------------------------------------------------------------- | ----------------------- | ---------------- | ------------------- |
| 1            | 1            | "Pilot"                                   | Lesli Linka Glatter   | Amy Sherman-Palladino                                                     | 5 de outubro de 2000    | 226730           | 4.6                 |
| 2            | 2            | "The Lorelais' First Day at Chilton"      | Arlene Sanford        | Amy Sherman-Palladino                                                     | 12 de outubro de 2000   | 226701           | 2.8                 |
| 3            | 3            | "Kill Me Now"                             | Adam Nimoy            | Joanne Waters                                                             | 19 de outubro de 2000   | 226702           | 2.9                 |
| 4            | 4            | "The Deer Hunters"                        | Alan Myerson          | Jed Seidel                                                                | 26 de outubro de 2000   | 226703           | 3.1                 |
| 5            | 5            | "Cinnamon's Wake"                         | Michael Katleman      | Daniel Palladino                                                          | 2 de novembro de 2000   | 226704           | 3.1                 |
| 6            | 6            | "Rory's Birthday Parties"                 | Sarah Pia Anderson    | Amy Sherman-Palladino                                                     | 9 de novembro de 2000   | 226705           | 3.5                 |
| 7            | 7            | "Kiss and Tell"                           | Rodman Flender        | Jenji Kohan                                                               | 16 de novembro de 2000  | 226706           | 3.7                 |
| 8            | 8            | "Love and War and Snow"                   | Alan Myerson          | Joan Binder Weiss                                                         | 14 de dezembro de 2000  | 226707           | 3.6                 |
| 9            | 9            | "Rory's Dance"                            | Lesli Linka Glatter   | Amy Sherman-Palladino                                                     | 20 de dezembro de 2000  | 226708           | 3.9                 |
| 10           | 10           | "Forgiveness and Stuff"                   | Bethany Rooney        | John Stephens                                                             | 21 de dezembro de 2000  | 226709           | 3.6                 |
| 11           | 11           | "Paris Is Burning"                        | David Petrarca        | Joan Binder Weiss                                                         | 11 de janeiro de 2001   | 226710           | 3.7                 |
| 12           | 12           | "Double Date"                             | Lev L. Spiro          | Amy Sherman-Palladino                                                     | 18 de janeiro de 2001   | 226712           | 4.4                 |
| 13           | 13           | "Concert Interruptus"                     | Bruce Seth Green      | Elaine Arata                                                              | 15 de fevereiro de 2001 | 226711           | 3.6                 |
| 14           | 14           | "That Damn Donna Reed"                    | Michael Katleman      | Daniel Palladino, Amy Sherman-Palladino                                   | 22 de fevereiro de 2001 | 226715           | 3.6                 |
| 15           | 15           | "Christopher Returns"                     | Michael Katleman      | Daniel Palladino                                                          | 1 de março de 2001      | 226713           | 4.0                 |
| 16           | 16           | "Star-Crossed Lovers and Other Strangers" | Lesli Linka Glatter   | Historia: Joan Binder Weiss Roteiro: John Stephens e Linda Loiselle Guzik | 8 de março de 2001      | 226714           | 3.8                 |
| 17           | 17           | "The Breakup, Part 2"                     | Nick Marck            | Amy Sherman-Palladino                                                     | 15 de março de 2001     | 226716           | 4.5                 |
| 18           | 18           | "The Third Lorelai"                       | Michael Katleman      | Amy Sherman-Palladino                                                     | 22 de março de 2001     | 226717           | 4.8                 |
| 19           | 19           | "Emily in Wonderland"                     | Perry Lang            | John Stephens, Linda Loiselle Guzik                                       | 26 de abril de 2001     | 226718           | 3.7                 |
| 20           | 20           | "P.S. I Lo..."                            | Lev L. Spiro          | Elaine Arata, Joan Binder Weiss                                           | 3 de maio de 2001       | 226719           | 3.5                 |
| 21           | 21           | "Love, Daisies and Troubadours"           | Amy Sherman-Palladino | Daniel Palladino                                                          | 10 de maio de 2001      | 226720           | 4.1                 |

## Equipe técnica
A temporada foi produzida pela Warner Bros., Amy Sherman-Palladino e seu marido Daniel Palladino, e foi ao ar na WB Network nos EUA. A série foi criada por Amy Sherman-Palladino, que atuou como produtora executiva. Sherman-Palladino serviu como o showrunner da temporada.

## Recepção
| Temporada | Estreia da temporada | Final da temporada | Temporada de TV | Classificação | Audiência (em milhões) |
| --------- | -------------------- | ------------------ | --------------- | ------------- | ---------------------- |
| 1º        | 5 de outubro de 2000 | 10 de maio de 2001 | 2000–2001       | #126          | 3.6                    |